# ドラム缶女性焼殺事件
ドラム缶女性焼殺事件（ドラムかんじょせいしょうさつじけん）とは、2000年（平成12年）4月4日未明、愛知県名古屋市千種区振甫町2丁目の路上で女性2人が拉致され、同県瀬戸市北白坂町の山中で焼き殺された強盗殺人・死体損壊事件である。

## 加害者
元死刑囚N（2009年1月29日に死刑執行。死刑確定後、イニシャル「S」に改姓）
1969年（昭和44年）10月17日生まれ。2009年（平成21年）1月29日、収容先の名古屋拘置所で共犯死刑囚Kとともに死刑が執行された（39歳没）。
犯行当時30歳、愛知県春日井市明知町（Kと同所）在住、中古車販売手伝い。金融業を営む実父が犯行のきっかけとなった被害者Aの約束手形取立を依頼した。『中日新聞』では指名手配時に「上杉宏次郎」という名前で報道されたが、これは取り込み詐欺を行うために設立した自動車部品販売会社「シムス」で使用していた偽名だった。
刑事裁判で被告人Kとともに主犯格と認定されて死刑を求刑され、第一審（名古屋地裁、2002年2月21日）・控訴審（名古屋高裁、2003年3月12日）ともに求刑通り死刑判決を受けた。2006年6月9日に最高裁判所第二小法廷で上告棄却の判決が言い渡され、2006年7月6日付で判決訂正申立書棄却決定により正式に一・二審の死刑判決が確定した。
元死刑囚K（2009年1月29日に死刑執行）
1964年（昭和39年）3月23日生まれ。2009年1月29日、収監先・名古屋拘置所で共犯死刑囚Nとともに死刑が執行された（44歳没）。
犯行当時36歳、愛知県春日井市明知町（Nと同所）在住、中古車販売業。
16歳のころ、オートバイに乗車していた際に交通事故を起こして右下肢切断の傷害を負い、それ以降は右足に義足を装着していた。死刑囚K自身、死刑執行直前の2009年1月12日付けの参議院議員・福島瑞穂宛の手紙に「少年時の事故で右足が義足だ」と綴っていた。その事故以来、周囲の人物には義足を装着していることを隠し、運送会社で勤務していた頃から「俺は元暴力団組員で、右足が不自由なのは抗争事件の時に負傷したからだ」と嘘をついて虚勢を張り、自己の強さを誇示していた。
刑事裁判で被告人Nとともに主犯格と認定されて死刑を求刑され、第一審（名古屋地裁、2002年2月21日）・控訴審（名古屋高裁、2003年3月12日）ともに、求刑通り死刑判決を受けた。2006年6月9日に最高裁第二小法廷で上告棄却の判決が言い渡され、2006年7月6日付で判決訂正申立書棄却決定により正式に一・二審の死刑判決が確定した。
受刑者W（死刑求刑に対し無期懲役判決が確定）
犯行当時40歳、愛知県春日井市柏原町5丁目（X・Yと同所）在住、自動車部品販売会社「シムス」社長。Xの実兄（イニシャル「M」姓）で、実弟Xとは一時期養子縁組していた。
N・K・Xとともに殺害現場に居合わせ、被害者2人の殺害・死体損壊を実行した。事件前は多額の借金を抱えており、逮捕直後には『毎日新聞』記者にWの知人らから「納入した自動車部品の費用を滞納していた」「暴力団関係者と付き合いがあったKには頭が上がらない様子だった。WはKから金を借りていたのかもしれない」などの証言が寄せられた。
死刑求刑に対し、第一審（名古屋地裁、2002年2月19日）・控訴審（名古屋高裁、2003年6月19日）ともに無期懲役判決を受け、2004年2月3日付で最高裁第三小法廷で上告棄却決定がなされたことにより、一・二審の無期懲役判決が確定した。
受刑者X（死刑求刑に対し無期懲役判決が確定）
犯行当時37歳、愛知県春日井市柏原町5丁目（W・Yと同所）在住、自動車部品販売会社従業員。Wの実弟で、逮捕直後の『中日新聞』報道では兄Wと同じくイニシャル「M」姓と報道されたが、その後の報道ではイニシャル「S」姓と報道された。これは、事件前に実兄Wと養子縁組をして同じ「M」姓を名乗っていたためで、事件発生までに養子縁組が解消したため「S」姓に戻っていたが、その後も通称として「M」姓を名乗り続けていた。
N・K・Wとともに殺害現場に居合わせ、被害者2人の殺害には関与しなかったが、Wとともに死体損壊を実行した。
死刑求刑に対し、第一審（名古屋地裁、2002年2月19日）・控訴審（名古屋高裁、2003年6月19日）ともに無期懲役判決を受け、2004年2月3日付で最高裁第三小法廷で上告棄却決定がなされたことにより、一・二審の無期懲役判決が確定した。
受刑者Y（懲役15年求刑に対し懲役12年判決が確定。2018年時点で出所済み？）
犯行当時45歳、愛知県春日井市柏原町5丁目（W・Xと同所）在住、会社役員。
事件前の殺害謀議、被害者らの襲撃・拉致に関与したが、殺害現場に向かう途中でZとともに逮捕された。
懲役15年の求刑に対し、第一審（名古屋地裁、2002年2月19日）・控訴審（名古屋高裁、2003年6月19日）ともに懲役12年判決を受け、2004年2月3日付で最高裁第三小法廷で上告棄却決定がなされたことにより一・二審の懲役12年判決が確定した。
受刑者Z（懲役15年求刑に対し懲役12年判決が確定。2018年時点で出所済み？）
犯行当時28歳、愛知県岡崎市出身。
事件前の殺害謀議、被害者らの襲撃・拉致に関与したが、殺害現場に向かう途中でYとともに逮捕された。
懲役15年の求刑に対し、第一審（名古屋地裁、2002年2月19日）・控訴審（名古屋高裁、2003年6月19日）ともに懲役12年判決を受け、上告期限の2003年7月3日までに上告しなかったために一・二審の懲役12年判決が確定した。

## 事件に至るまで
主犯格の元死刑囚Kは、1989年（平成元年）頃 - 1992年（平成4年）7月と1994年（平成6年）5月 - 1996年（平成8年）2月の計2回にわたり、愛知県小牧市内の運送会社にトラック運転手として勤務しており、その時に共犯N・従犯W・X・Y・Zの計5名と互いに知り合った。1996年2月に運送会社を退社してからKは職を転々とし、1999年（平成11年）4月頃から愛知県春日井市明知町にて中古車販売業を始めた。
Kは1996年2月ごろ、Nが勤務していた愛知県小牧市内の運送会社に入社してトラック運転手として働くようになったが、職場の同僚らに対し「背中に刺青を入れている」「親父が暴力団組員だ」などと吹聴して自己の強さを誇示していた。その後、Nは元同僚のKが中古車販売業を起業したことを知ってKの店に出入りするようになったが、「Kから見下されたくない」という思いから「取り込み詐欺を繰り返して会社を潰したこともある」などと話し、反社会的勢力に精通していることを誇示した。
Kは1999年夏頃、Wから「何か儲かる仕事はないか」と相談を持ち掛けられた際、「Wが休眠会社を買い取りその会社を使って取り込み詐欺をすれば自分もその分け前を得られる」などと思いつき、同年9月頃にはNに取り込み詐欺の話を持ち掛けた。前述のように「取り込み詐欺を行ったことがある」というNの話自体は嘘だったが、Nは嘘を隠し通そうとしたことに加え、「自分も金儲けがしたい」と考えたことから申し出を承諾した。これを受けてKはNだけでなく、W・X・Y・Zの4人に対しても同様に取り込み詐欺の話を持ち掛けた。当時、加害者6人はWを除いた全員が既に債務超過で消費者金融（サラ金）などの「ブラックリスト」に名前が載っており、新たな借り入れができない状態に陥っていた。
N・Kら加害者6人は1999年11月上旬ごろ、Nが経営していた中古車販売店の事務所に集まり、Kの「会社を設立した上で手形を乱発して商品を購入し、その商品を換金した後、最終的には会社を潰す」という提案の下で取り込み詐欺を行うことを決めた。6人は取り込み詐欺を行うために利用する会社を設立することを決め、休眠会社を買収した上で、春日井市柏原町の建物の一室を同月中に事務所として賃借し、買い取った休眠会社の登記を変更するなどして、表向きには自動車部品販売会社として取り込み詐欺会社「シムス」を設立した。「シムス」の名目上の代表取締役には、W・X・Y・Zの4人の中で唯一ブラックリストに名前が載っていなかったWが就任し、取締役にX・Y・Zの3人が就任した。しかし会社の実権は、「詐欺が発覚すると自分たちに刑事責任が及ぶ」と恐れて同社の役員には就任しなかったものの、取り込み詐欺の発案者だったN・K両名が握っており、両名は背後からWらに指図しつつ、儲けた利益の大半を取得・折半しようとしていた。会社設立後、次第にN・K両名とW・X・Y・Zの4人との間で上下関係が明確になり、「俺は元暴力団員だ。義足の右足はヤクザに切られた」と自称するKや「暴力団に近い実父を持ち、自分もかつては暴力団員だった」と言われていたKは、会社設立後にはWたち4人に何かと指図し、時に強く叱責・罵倒するなどして4人を服従させていた。
W・X・Y・Zの4人は当初、パソコン販売会社などを通してパソコンなどの商品を詐取しようとしたが、相手から信用されなかったために失敗したため、Nが「相手に手形・小切手を交付して信用させよう」と考え、W・Yに対し「シムス」の当座銀行預金口座を開設するよう指示した。W・Yは1999年12月頃、十六銀行の担当者と「シムス」事務所で面談したが、同社の実態について信用を得られなかったため、当座預金口座の開設に失敗した。取り込み詐欺が容易に成功しないことに加え、W・Yが銀行口座の開設に失敗したことから、腹を立てたKは2人を中古車販売店の事務所に呼び出して刃物を見せ「指を詰めろ」などと脅した。これに加え、Nは「取り込み詐欺に専心しなければ殺すぞ」という心理的圧力を加えるため、W・X・Y・Zの4人を生命保険に加入するよう脅し、住友生命保険との間で「受取人名義・「シムス」、災害死亡保険金各6000万円、死亡保険金各5000万円」の生命保険契約を締結させた上、4人に対し「誰が死ぬんだ？死ぬなら事故死だ」「お前らの誰かが死ねば俺たちに高い保険金が入る」などと述べ、4人に「逆らえば殺される」という意識を植え付け、追い詰めて取り込み詐欺に専心させようとした。この頃までには既に「N・Kの2人が対等な関係でリーダーに君臨し、W・X・Y・Zの4人が2人に絶対服従する」関係ができ上がっていた。このような実態に嫌気が差したYは1999年12月頃から翌2000年1月頃にかけて2度にわたって出社を拒否して実家に身を隠すなどしたが、N・K両名が探しに来て、「自供推敲に努力する。違約した場合はいかなる処罰・処分も甘受する」という念書を書かされ、会社に戻った。また、Wは借金がかさんで返済に困窮したため、2000年1月頃に妻と形式上協議離婚したが、さらに精神的に不安定になり、同年2月11日頃には睡眠薬を大量摂取して自殺を図った。Wはさらに「会社を辞めたい」とこぼしたが、これを聞いたN・K両名は「お前の家族に危害を及ぼす」と示唆して脅迫・暴行を加えるなどしてWが逃走するのを阻止した。
一方で喫茶店経営者の被害者男性Aは、喫茶店経営だけでなく個人的な貸金業を経営しており、その運用資金として借金をしていたが、事件数年前から借金返済に追われるようになり、金融業の失敗で数千万円の借金を抱えていた。1999年3月22日、岐阜県岐阜市内の貸金業者宛に額面240万円の約束手形を振り出したが、その手形が不渡りとなったため、貸金業者はNの実父（暴力団関係者）が岐阜市内で経営していた別の貸金業者に手形の取り立てを依頼した。1999年12月上旬ごろ、Nは実父の経営する貸金業者の従業員から「手形の取立をしてほしい」と持ち掛けられたことに応じ、この話をKに報告した上で取り込み詐欺会社の仕事として行うことを決め、Yを取り立ての直接担当者にした。手形が不渡りになって以降、Aの喫茶店には頻繁に電話がかかるようになり、加害者らが店を訪れることもあった。
Nは前述の貸金業者従業員から被害者Aの情報を入手した上で、1999年12月11日頃、K・W・X・Y・Zを加えた計6人で手分けをして、普通乗用車（トヨタ・クラウンマジェスタ）を運転して帰宅する被害者Aを尾行するなどした結果、名古屋市千種区内のA宅・「Aが経営している」と目された名古屋市中村区内の喫茶店を特定した上、「Aが妻らしき女性とともに喫茶店を出て帰宅することがある」ことを把握した。Nは被害者Aに電話連絡して「名古屋国際ホテル（名古屋市中区錦）で面談する」という約束を取り付け、1999年12月13日午前10時頃に共犯K・W・X・Y・Zとともにホテル内の喫茶店で被害者Aと面談した。その際、主にN・K両名が被害者Aに対し「手形の債務を弁済しろ」と強く求めたが、Aからは弁済を拒絶された上、N・K両名が「お前のマジェスタを代物弁済として提供しろ」と迫っても断られた。結局この日の交渉において、N・K両名らはAに対し、「（当時は売却の話がまだ具体化していなかった）静岡県伊東市内のAが保有する不動産が売却できた際、その代金で手形債務を弁済する」という念書を書かせることしかできなかった。N・K両名はAの態度に憤激し、Kは中古車販売店の事務所に戻った後、W・X・Y・Zの4人の前で「あんな奴は俺も取り立ての時に殺したことがある。その時は相手を殺して、骨をチェーンソーで切断した上でドラム缶に入れて燃やしてすりつぶし、養鶏場の鶏のエサにした」などと嘘を言って強がった。
N・K両名ら6人はその後、被害者A宅にあるマジェスタの車庫を突き止めた。また、A宅の郵便受けに「Aと同姓の女性（＝Aの妻B）とは別の女性宛に郵便物が届いている」ことを確認したことや、Aが運転していたマジェスタを尾行した際にはAの妻と思しき女性とは別にもう1人女性が乗り込んでいたことがあったことなどから、「A宅にはA・B夫婦以外に別の女性1人（被害者C）が同居している可能性がある」と判断した。その一方で、Aからの手形取立の直接の担当者となったYだったが、上記の名古屋国際ホテルにおける面談以降は1度も被害者Aと連絡を取ることができず、年が明けて2000年に入ってからも手形取立についての事態は進展しなかった。そのため、N・Kら6人の間でAについての話題が上がるたびに、Nは「あんな奴は車を奪って殺してしまえばいい」などと繰り返し言うようになり、「Aたちを拉致したらあいつの家の鍵を奪って家の中の金目のものを奪おう」と発言した。またKも「A・B夫婦を拉致して殺し、遺体をチェーンソーで切断して骨をミキサーで潰し、ドラム缶に入れて焼いて鶏の餌にしよう。その時には血が飛ぶといけないからレインコートが必要になるし、ミキサーは電気がないところでは使えないから骨はミキサーにかける前にあらかじめすり鉢ですりつぶそう」などと何度も言った。
Nは2000年2月3日、K・Wら6人で中古車販売店事務所に集まった際、Yから「Aからの手形取立は一向に進展しない」と報告を受けたことから、W・X・Y・Zの4人に「A・B夫婦やその同居人（＝被害者C）を拉致・監禁してマジェスタなどを強奪する」計画を実行させることにした。その上でNはW・X・Y・Zの4人に対し、「今日（Aたちを）さらって来い。車を停めてあるところは分かっているから、帰って来るところを待ち伏せして拉致しろ。家の中から金目のものも奪っておけ」などと指示し、Kも「とにかく（Aたちを）連れてくればいい。殴ってもいいし、匕首でも足に刺せば簡単だ」などと言ってWら4人を煽った。この時、N・K両名はW・X・Y・Zの4人に対し、「Aの女房（B）も一緒にいるなら一緒にさらえ。その場に（Cも含めて）3人いるなら3人まとめてさらって来い」などと指示した。
W・X・Y・Zの4人はN・K両名の指示通り、被害者Aらを襲撃して自動車内に監禁し、Aのマジェスタなどを強奪するため、犯行に使用するためのハンマー・ガムテープ・ビニール紐などを用意した。その上で2000年2月3日午前0時過ぎごろ、Wが運転するワゴン型普通乗用車（フォード・スペクトロン）にX・Y・Zの3人が同乗し、千種区内のA宅付近に到着し、Aらがマジェスタに乗車して帰宅するのを待ち伏せした。しかしその後、Wら4人はスペクトロンの車内で寝込んでしまい、その間にAらが帰宅したためにこの襲撃計画は失敗に終わり、WらはN・K両名から強く叱責された。
その後は取り込み詐欺稼業が成功し始め、2000年2月にはパソコンの取り込み詐欺で約2,200万円の利益が上がった。それに伴って詐欺の件で忙殺されるようになったため、手形取り立ての件はあまり話題にならなくなっていった。しかし2000年4月3日午後1時頃、Nが取り込み詐欺で詐取したパソコンのうち2台を実父に転売した代金を集金しようと、取り込み詐欺会社に向かう途中の車内から父に電話したところ、以前から畏怖していた父親から手形取立が進展していなかったことを「どうなっているんだ」と強く叱責された。そのため、「Aのせいで自分の面子が潰された」と考えたNは「Aたちを拉致・監禁して殺害することで報復し、マジェスタなどAが所有する金品を強取しよう」と改めて考えた。
同日、Nは携帯電話で中古車販売店事務所にいたKに「もう（Aを）許しておけない。今日やるしかない」と電話したところ、KもNと同様に「Aのせいで自分たちの面子が潰された」と感じていたことから、Nから提案された強盗殺人の計画に「しょうがないね」と同意した。またNはこの時、「2月にWたち4人でAたちを襲撃させようとしたが失敗したので、今回は自分も実行に加わろう」と考え、Kに対し「自分も行くから大丈夫だろう」と言ったところ、Kも「それなら自分も行く」と実行に加わる意思を示した。
その上でKは、殺害したA・B両名の遺体をドラム缶で焼却することを決めたNから「ドラム缶を2缶調達してほしい」と依頼されたことを受け、春日井市坂下町のガソリンスタンドで従業員に依頼してドラム缶2缶を譲り受けた。Kはその上でW・X・Y・Zの4人を中古車販売店事務所に呼び寄せ、「NがAからの取り立ての件で帰れないみたいだ。Nは『やる』と言ってるがお前らはどうするんだ？」などと言い、同年2月にWらが失敗した犯行計画を再び実行に移すことを指示し、Aらを拉致・監禁して殺害する強盗殺人の計画への加担を扇動した。この時、X・Y・Zの3人は犯行への加担に同意したがWが拒否したため、Kは「お前が行かないなら（殺害に使う）ドラム缶を3つにするぞ」などと言い、犯行に加担することを拒否した場合は殺害することをほのめかす形でWを脅迫し、犯行に加担させた。Kが「死体をチェーンソーで切断すると、血が飛び散って嫌だ」と話すと、Nは「生きたまま焼き殺せば、血はつかない」と、身勝手な理由で残虐な犯行に至った。
一方でNは取り込み詐欺会社から中古車販売店事務所に戻る途中で2度にわたってXに電話し、以下の物品を購入するように指示し、Xに用意させた。
- 遺体を切断するために用いるチェーンソー[判決文 1]
- 遺体の骨を粉砕するために使用するすり鉢[判決文 1]
- 遺体を切断する際、自分たちの衣服が血液で汚れないようにするためのレインコート[判決文 1]
- 運動靴・ゴム手袋（2回目の電話の際に追加で指示）[判決文 1]

またKはYを前述のガソリンスタンドに向かわせ、譲渡することが決まっていたドラム缶2缶を持ち帰らせた。中古車販売店事務所に戻ったNはYに対し、チェーンソーの燃料として使用するとともに、Aらの遺体を焼却する際に使用するガソリン混合油を購入するように指示し、同じガソリンスタンドでガソリン約4リットル・エンジンオイル160ミリリットルの混ざった混合油を購入させて持ち帰らせた。またNはガスバーナーを用い、Xが持ち帰ってきたドラム缶2缶を以下のように加工した。
- 「ドラム缶に蓋を作れば内部が高温になり、遺体を焼却するのに必要な時間が短縮できる」と考え、ドラム缶上部を円形に切断して縁を残した状態で蓋を作った[判決文 1]。
- ドラム缶上部側面に穴を4個開け、火の通りを良くするための通気口を作った[判決文 1]。
- ドラム缶下部に灰をかき出すための穴を開けた[判決文 1]。

Nはその後、W・X・Y・Zの4人に犯行へ加担する意思が本当にあるのかを確認するため、4人に対し「どうする？今日やれるのか？4人でよく相談して決めろ」などと指示した。これを受けてW・X・Y・Zの4人は互いに相談した後、「犯行に加担するしかない」と決意を固め、Yが4人を代表してNに「俺たち4人の責任でやりますから指示を出してください」と申し出た。これにより、N・K・W・X・Y・Zの加害者計6人の間で、「被害者Aらを自動車内に監禁し、その所持金品を強取した上でAらを他所に連行して殺害し、その遺体を遺棄・損壊する」ことについての共謀が成立した。
その後、N・Kら犯行グループ計6人は中古車販売店事務所で襲撃方法を相談し、Nは「自分たちのトヨタ・クラウンで自分とKともう1人の3人でAの喫茶店付近に向かい、Aたちの動向を確認し、残り3人がスペクトロンに乗ってA宅付近で待ち伏せる。その後、Aらがマジェスタで車庫に戻ってきた際、車庫に入るのを妨害するためにスペクトロンで車庫出入り口を塞ぎ、Aが文句を言うためにスペクトロンに近づいたところを誰かが殴りつけてマジェスタを強取する」という内容の犯行計画を立案した。さらにN・K両名は、W・X・Y・Zの4人に対し「このことはお前らが勝手にやることで、俺たちは無関係だということにしろ」と口裏合わせを指示した。またこの頃、Xが角材を2本持ってきたため、Nはこれらを襲撃に使用することに決め、W・X・Y・Zの4人に命じて角材の握りの部分にタオルを巻き付けさせ、そのタオルを水で濡らすことでAを殴打する際に手が滑らないようにした。さらにN・Kら計6人は、ドラム缶・チェーンソーなど犯行に使用する各道具をスペクトロンに積載し、2000年4月3日午後8時30分頃にクラウン（Zが運転しN・K両名が乗車）・スペクトロン（Wが運転しX・Y両名が乗車）に分乗して名古屋市方面に向かった。

## 事件発生
Zの運転するクラウンに乗車したN・K両名はAの経営する喫茶店付近に到着し、Aらが喫茶店から出てくるところを見張った。一方でWが運転するスペクトロンに乗車したX・Y両名は千種区内のA宅車庫付近の路上で帰宅を待ち伏せた。
N・K・Zの3人は被害者Aが閉店後、妻B（事件当時65歳）・喫茶店従業員の義妹C（事件当時59歳、Aの妻Bの妹）とともにサウナに向かうところを確認し、2000年4月4日午前0時10分頃、マジェスタに乗車して喫茶店付近の路上を出発したところを確認した上で、Zが運転していたクラウンでAのマジェスタを追尾した。この時、Nは電話でスペクトロンに乗車していたW・X・Yの3人に「Aがマジェスタで自宅に向かい始めた」伝えたが、「3人目の女性は喫茶店の従業員だろう。途中で下車するかもしれない」と軽く考え、スペクトロンにいたWらには「3人目の女性」（＝被害者C）の存在を伝えなかった。W・X・Yの3人はNから電話連絡を受けて「A・B夫妻が2人で帰宅してくる」と考え、4人で相談した上で、スペクトロンを運転していたWがA宅車庫の出入り口を塞ぐようにスペクトロンを駐車し、車内助手席で待機することを決めた。一方、Yが被害者Aを襲撃するために角材を携帯して車外に出て、マジェスタの駐車場向かいに駐車してあった車両の陰に隠れて待ち伏せ、XがAの同行者（＝被害者B）を襲撃するためにタイヤレンチを携帯して駐車場向かいの民家の隙間に隠れ、それぞれ帰宅を待ち伏せた。
2000年4月4日午前0時30分頃、Aはマジェスタを運転して自宅前に到着したが、車庫を塞ぐように駐車してあったスペクトロンの存在に気付いた。Aはマジェスタを降車し、スペクトロンの車内にいたWに「車を移動してくれ」と注意し、続いて降車したB・C両被害者とともにマジェスタのトランクを開けて荷物を取り出そうとした。その直後、角材を持ったYがAの背後に走り寄り、Aの頭部などを角材（平成12年押収第408号の1）で数回殴打して全治約2週間の頭部挫傷・挫滅創・右前腕打撲などの怪我を負わせた。Aは助けを求めようと近くの知人宅に逃げ込んだため、Yはその後を追ったが途中で見失った。
クラウンに乗車してAのマジェスタを追尾していたN・K・Zの3人は、A・B・Cの3人がマジェスタから降車した直後、YがAを襲撃したことを確認したため、KはN・Z両名に対し、「何をしてる。あいつら（W・X・Y）だけじゃやりきれないから早く行け」などと怒鳴り、A・B・Cの3人を全員監禁するように指示した。これを受けてNはZとともにクラウンから降車したところ、WがCの右腕を引っ張ってスペクトロンの左後部ドア付近まで連行したのを見て、WとともにCをスペクトロン後部座席に押し込んだ。その後、NはYとともにAを追跡したが見失った。一方でXはタイヤレンチを携帯し、駐車場に逃げ込んだBを追いかけてその身体を後ろから両手で抱え込んだが、Bから腕をかまれて抵抗されたため、その顔面を手拳で殴打し、その場に座り込んだところを背後から両脇を両手で抱きかかえた。この様子を見たZはBの両足を持ち、Bの体を持ち上げてスペクトロンまで連行して後部座席に押し込み、Xがスペクトロン車内のBの左側に乗車してドアを閉め、B・C両被害者をスペクトロン車内に監禁した。
Kはその直後、クラウンから降車してZに「早くマジェスタをどかせて発進させろ」などと指示し、これを受けたZはマジェスタをその積載物（ウォークマンなど計4点、時価合計約63,000円相当）とともに強取した。Wはそのままスペクトロンを発進させ、車内に監禁したB・C両被害者を連行した状態でZの運転するマジェスタに追随した。一方でKはクラウンを運転して犯行現場を離れ、N・Y両名は徒歩で犯行現場から離れた。N・Y両名はその後、犯行現場付近にあるナゴヤドーム（名古屋市東区）付近でK・W・X・Zの4人と合流したが、その時にZが「奪ったマジェスタの残り燃料が少ない」と申し出たため、NはZに「ガソリンスタンドで給油した後、集合場所に指定した愛知県瀬戸市内の自動車学校に来て合流しろ」と指示した。その際、YはZの運転するマジェスタの助手席に乗り込み、NはKの運転するクラウンの助手席に乗り込んで、それぞれナゴヤドーム付近を離れた。一方、Wはスペクトロンを運転してクラウンの後に続き、同乗していたXはスペクトロンの後部左側ドア付近に座った状態で自分の横にB・C両被害者を座らせて監視していたが、XはNから携帯電話で指示を受け、Cの両手首を前に揃えてタオルで緊縛し、Bもビニール袋を紐状にしたもので緊縛することで、それぞれ抵抗・逃走を抑圧した。
Nから指示を受けたZはガソリンスタンドでマジェスタに給油後、N・K・W・Xの4人と落ち合うため瀬戸市内の自動車学校に向かおうとしたが、Zが自分の携帯電話をKが運転するクラウン車内に置き忘れたことに気付き、Yと互いに「他のメンバーとどう居場所を連絡し合おうか？」と相談しながら走行していた。その途中の2000年4月4日午前1時17分頃、Aからの110番通報を受けて緊急配備についていた愛知県警察の警察官らが「被害車両のナンバープレート情報と一致するマジェスタ」を発見した。乗車していたY・Z被疑者は現場から北東約6km離れた千種区香流橋2丁目の県道交差点で信号待ちのため停車していたところ、警察官から職務質問を受けて愛知県千種警察署に任意同行された。Y・Z両被疑者は千種署にて「被害者Aを襲撃してマジェスタなどを強取した強盗致傷容疑」「B・C両被害者を拉致して監禁した逮捕・監禁容疑」で取り調べを受け、前者については認めたが後者については否認したまま、同日午前3時頃に強盗致傷の被疑事実で緊急逮捕された。取り調べの当初、Y・Z両被疑者は「自分たち2人でやったことだ」と話して共犯者のN・K・W・Xの4人の存在を秘匿し、B・C両被害者の安否についても話さなかった。
一方でN・K・W・Xの4人は集合場所の自動車学校に到着してY・Z両名を待ち、その間にXがB・C両被害者の両足をガムテープで緊縛したが、前述のように警察に取り押さえられたY・Z両名は自動車学校にやってこなかったため、N・K両名はクラウンを走行させて付近を捜したが、2人を見つけることはできなかった。そのためN・K両名は自分たち残った4人で犯行計画を続行することに決め、Kが運転してNが同乗するクラウンが先頭を走り、B・C両被害者を監禁した状態でWが運転しXが同乗したスペクトロンがクラウンに続く形で自動車学校を後にし、殺害場所を探した。NはB・C両被害者を殺害する場所として、かつて自分が勤務していた瀬戸市内の山中にある種鶏組合の育成場を考えていたが、その場所へ向かう道を間違えたため、Kとともに改めて適当な場所を探しながらクラウンで瀬戸市内の山道を走行しつつ、車内で殺害方法について相談した。その際、Kが「殺してから遺体を切断すると血液が飛び出る」などと言ったのに対し、Nは「ガソリンをかけてドラム缶内で生きたまま焼き殺せば、服が血液で汚れることはなくて済む」と答えたため、N・K両名は「B・C両被害者を生きたままドラム缶内で焼き殺す」殺害方法を取ることを決めた。
N・K両名は2000年4月4日午前2時30分頃、愛知県瀬戸市北白坂町内にある「東京大学大学院農学部生命科学研究科附属演習林 愛知演習林」内まで移動したところ、林内にある山道の途中に自動車を駐車できる空き地を見つけ、その場所を殺害場所とすることを決めた上でそこにクラウンを駐車し、続いてWもスペクトロンを同所に駐車した。Nは空き地に到着すると、Xに命じてB・C両被害者の手首を後ろ手にしてガムテープで緊縛し直させ、両手足を緊縛されて反抗を抑圧させた被害者Cからその膝の上に置いてあったハンドバッグ内の現金約24,000円・商品券2枚を強取すると、さらにXに命じてB・C両被害者の口にそれぞれガムテープを貼らせて口を塞いだ。現場は愛知県西加茂郡藤岡町西市野々（現・豊田市藤岡町西市野々）・瀬戸市北白坂町の市町境に近く、藤岡町北部のキャンプ場「郡民の森」から南西約1.6キロメートルに位置する山中だった。
N・K・W・Xの4人はスペクトロンから積載してあったドラム缶2缶（名古屋地検平成12年領第1549号の18，19）を下ろし、空き地に並べておいて蓋を開けると、NがXに「風呂にでも入ってもらえ」などと言い、スペクトロン車内で助けを求めるように唸り声を上げていた被害者BをW・X両名にドラム缶の中へ運び入れさせて立たせた。さらにNはスペクトロン車内にいた被害者Cの体を抱きかかえ、Wとともにもう一方のドラム缶内に入れて立たせた。Nはその後、ドラム缶内で立っていたB・C両被害者を座らせるよう指示し、これを受けたW・X両名はB・C両被害者の頭・肩を手で押し込んでドラム缶内に座らせた。するとKがスペクトロン車内に積載されていた約4リットルのガソリン混合油の入ったエンジンオイル缶を持ち出してNに渡し、Nがその缶の蓋を開けて被害者Cの頭から約1リットルのガソリン混合油をかけ、続いて被害者Bにも頭から約1リットルのガソリン混合油をかけた。その際、B・C両被害者は悲鳴を上げたが、Nはそれに構わず、Bに「かわいそうだが恨むならお前の旦那（被害者A）を恨め。かわいそうなのは関係ないのに巻き込まれたこっちの人（被害者C）だがな」などと言いつつ被害者Bの入ったドラム缶の蓋を閉め、さらにWが被害者Cの入ったドラム缶の蓋を閉めた。Nはさらにドラム缶の蓋が開かないよう、W・X両名に角材・重石に使う石を持ってくるよう命じ、Wが付近にあった石をBの入ったドラム缶の蓋の上に載せ、Xがスペクトロン車内から角材を持ち出してNに手渡し、Nがその角材をCの入ったドラム缶の蓋にかませることで、それぞれ蓋が開かないようにした。
Nはその後、Xに命じてドラム缶に点火するための新聞紙をスペクトロン車内から持ってこさせ、Xから丸めて筒状にさせた新聞紙を受け取った。さらにNはKに簡易ライターを出させてWに手渡させたが、WがNの持つ新聞紙にライターで点火しようとしたところ、Nは「俺が火を点けろってことか？」と自ら点火することを拒否するような発言をしたため、KはWに「お前が点火しろ」と命令した。そのためWは同日午前2時40分頃、Kから手渡されたライターでNから受け取った新聞紙に点火し、Bが入ったドラム缶に近づいて缶下部の通気口に火の点いた新聞紙を近づけた。すると「ボッ」という音とともに火がガソリン混合油に引火してBの入ったドラム缶が燃え上がり、直後にCの入ったドラム缶内のガソリン混合油にも引火し、それぞれのドラム缶内にいたB・C両被害者は断末魔のうめき声を発しながら焼死した。N・K・W・Xの4人は炎上したドラム缶から離れ、両手で耳を塞ぎながらドラム缶2缶が炎上するのを確認し、やがてうめき声が聞こえなくなったことから被害者B・Cがともに焼死したことを確認した。Kはこの時「人を殺すというのはこんなもんだ」、Nは「興奮してアドレナリンがいっぱい出てきた。精子が出てきたらどうしよう」などと冗談交じりに言った。
N・K両名はB・C両被害者を殺害後、依然としてY・Z両名から連絡がなかったことから2人を探しに行くことを決め、KがW・X両名に「ドラム缶の火を消さずに遺体を燃やし続けろ。Cのハンドバッグなど証拠になりそうなものも遺体と一緒に燃やせ」などと指示した上でクラウンに乗車し、殺害現場を離れたY・Zを再び探しに向かったが、結局発見できなかったために同日午前5時頃に殺害現場に戻った。その間、W・X両名はKから指示された通り木切れなどを集めてドラム缶に投入し、B・C両被害者の遺体を焼却し続け、証拠になりそうな物品類を燃やして証拠隠滅工作を図った。
N・K・Xの3人はその後、傘・木の棒などでドラム缶内のB・C両被害者の遺体の塊を突いて燃えやすいようにした上、N・W両名は金槌を、Xはタイヤレンチをそれぞれ使用してそれぞれドラム缶内の大きな骨片を粉砕した。その頃、Kは便意を催したために付近で排便し、便が証拠になるのを防ぐためにビニール袋に入れてN・Wらのいる場所に持ち帰ったが、Wは被害者Cの遺体が入ったドラム缶にそのビニール袋を投げ入れた。その後、Wがドラム缶内にあった被害者Bの遺体をチェーンソーで切断することを提案し、ドラム缶内に水を注いで消火した後、自らチェーンソーをドラム缶内に入れてBの遺体を切断した。N・W・Xの3人は被害者Bの遺体が入ったドラム缶を空地の下の沢に落とし、WはN・K両名の指示を受けてドラム缶内から外に飛び出したBの遺体の塊をチェーンソーで切断し、N・K両名がドラム缶内から外に飛び出した骨片などを付近に投げ捨てるなどして被害者Bの遺体を遺棄した。同日午前6時ごろ、N・K・Wの3人は水を注いで消火した被害者Cの遺体が入ったドラム缶を空き地の下の沢に落とし、被害者Bの場合と同様にWがチェーンソーで遺体を切断し、N・K両名が骨片などを付近に投げ捨てるなどして被害者Cの遺体を遺棄した。このようにして両被害者の遺体を損壊・遺棄したあと、Kは遺体の骨片を粉砕する用途で利用した金槌を投棄したり、Wに命じて遺体を切断するのに利用したチェーンソーを投棄させるなどして証拠隠滅を図った。N・K両名はすり鉢をスペクトロンに積んで現場まで持ち込んだが、チェーンソーで遺体が灰のように粉々になったため、結局はすり鉢を使用せず灰を周囲に捨てた。
同日午前7時ごろ、N・K両名はXが運転するクラウンに乗車して殺害現場を後にし中古車販売店事務所に戻った。この時N・K両名は車内でXに対し、「犯行時に俺たちは中古車販売店にいたことにお前ら（W・X・Y・Z）で口裏合わせをしろ」と命じ、嘘のアリバイ工作に協力させた。さらにN・K両名は事務所に戻った後、自分たちが犯行時に着用していた衣類などをXに渡して処分するよう命じ、Xを名古屋市北区内に新設した取り込み詐欺会社の事務所に向かわせた。一方、Wはスペクトロンを運転して同じく殺害現場を立ち去り、前述の北区内の事務所に向かった。

## 捜査
事件発生直後、千種警察署は被害者Aから110番通報を受けて緊急配備し、午前1時20分頃になって現場から北東約6km離れた千種区香流橋2丁目の県道交差点で信号待ちをしていたAの車を発見、乗車していたY・Z両被疑者を職務質問の上で任意同行した。千種署で取り調べたところ、Y・Z両被疑者は「B・C両名を拉致・監禁した逮捕・監禁容疑」は否認したものの、「Aを襲撃してマジェスタなどを強取した強盗致傷容疑」を認めたため、同日午前3時頃になって2人を強盗致傷の被疑事実で緊急逮捕した。Y・Z両被疑者は取り調べに対し「金銭関係のもつれからAを襲い車を奪った」と供述し、被害者Aを角材で襲撃したことを認めたが、連れ去りについては「2人の女性のことは知らない」と供述した。また、Aの車にB・C両被害者が乗っていなかったことから、千種署は「2人が監禁されている可能性がある」とみてY・Z両被疑者を追及した。なおこの時点の報道では、「さらに共犯者とみられる3人目の男が警察に身柄を確保され、その男は調べに対し『女性2人は無事だ』と供述していた」とする報道があった。
千種警察署捜査員は同日午前10時20分頃、名古屋市北区内の取り込み詐欺会社事務所で被疑者Xを発見して同署に任意同行させた。XはN・K両名が犯行当時着用していた衣服を処分するなどするため、事務所にいたところを職務質問され、同日午後1時頃に同署にて強盗致傷容疑で緊急逮捕された。取り調べに対し、X・Y・Zの3被疑者は動機について「Aが金を返さないので、痛めつけてでも金を取り戻そうと思った」と供述し、新たに逮捕されたXは「被害者Aを襲撃した直後、女性2人を黒いライトバンに乗せて名古屋市東区まで逃げた。自分だけそこで車を降りて徒歩で帰宅したので、その後のことは知らない」と供述した。愛知県警察本部刑事部捜査第一課・千種警察署は同日夜、捜査本部を設置した上で本格的な捜査を開始するとともに、金銭トラブルによる犯行とみてX・Y・Zの3人が勤務していた春日井市内の自動車部品販売会社（取り込み詐欺会社）「シムス」社長だった被疑者Wを強盗致傷容疑で指名手配し、B・Cの2被害者を連れ去ったとみてWの行方を追った。
一方、N・K両名は同日午後0時過ぎごろ、Wからの電話で「Xが警察官から職務質問を受けた」と連絡を受けたことから直ちに逃走を決意し、岐阜県中津川市のJR東海・中央本線中津川駅まで逃走した。Wはその後、N・K両名から電話で「クラウンで中津川駅まで来い。俺たちの着ていた服を処分しろ」と指示され、中津川駅にクラウンで向かう途中でN・Kが犯行当時着ていた衣服を高速道路のサービスエリア・パーキングエリア内のごみ箱に投棄した。N・K両名は中津川駅でWと合流後、東海道新幹線などを利用して東京都へ逃走したが、その途中でWが指名手配されたことを知った。
2000年4月5日、捜査本部は女性2人の実名・当時の服装などの特徴を公開し、一般からの情報提供を呼び掛ける公開捜査を開始し、指名手配された被疑者Wの行方を80人態勢で追った。一方で逃走中のN・K両名は5日になって指名手配されたWの処遇について相談した結果、「Wを警察署に出頭させ、『Aら被害者3人を襲撃した犯行はW・X・Y・Zの4人だけで計画・実行したものであり、B・C両被害者はナゴヤドーム付近で解放した』とする虚偽の供述をさせる」ことで合意した。Nはこの時、自分が取り込み詐欺会社で使用していた偽名（「上杉宏次郎」）をWに名乗らせることで「俺が『上杉宏次郎』の偽名を使って取り込み詐欺に関与していたことが隠蔽できる」と考え、Wに命じて東濃信用金庫坂下支店の「上杉宏次郎」名義の銀行口座に残っていた預金18万円を引き出させ、この時にWの顔を防犯カメラに撮影させた。さらにN・K両名はWに対し「お前が警察署に出頭して『この犯行は自分たち4人（W・X・Y・Z）でやりました』と言って来い」と命令するとともに、「社長のお前が『上杉宏次郎』（Nの偽名）と本名を使い分けて取り込み詐欺をやっていたことにしておけ。お前らの家族の面倒は見てやるから、俺たちのことは絶対に話すな」などと口止めした。同日昼、犯行グループが犯行で使ったとみられる乗用車が岐阜県中津川市内のJR中央本線中津川駅付近で発見された。
WはN・K両名からの口止めを受け、逃走・潜伏先の東京都千代田区内（JR東京駅付近）のホテルから、自ら千種警察署に電話して自己の所在を知らせ、警視庁中央警察署への任意同行に応じ、同日午後6時6分頃に同署で通常逮捕された。Wは逮捕後、千種警察署に身柄を移送され、先に逮捕された3被疑者とともに取り調べに対し「Aが借金を返さないので、肩代わりに車を奪おうと思った。女性を連れ去るつもりはなかった」と供述した。またWは被害者2人の行方について以下のように話したが、2人の連絡は依然として取れず、ナゴヤドーム付近において女性2人の目撃情報も得られなかった。
- 拉致した直後の4日午前1時頃、名古屋市東区内のナゴヤドーム周辺で車から降ろして解放した[新聞 35][新聞 34][新聞 25]。
- 解放後、2人がどこに行ったかは知らない[新聞 34]。

被疑者Wは取り調べの当初、N・K両名の存在を隠していたが、警察官から追及されたことで嘘をつき通すことができなくなり、共犯者として関与したN・K両名の存在を自供するとともに、2000年4月7日までにB・C両被害者をドラム缶で焼き殺した強盗殺人などの事実を自供した。捜査本部は後述のように遺体とみられるものを確認する以前にも、W・X両被疑者の供述に基づいて瀬戸市内の殺害・遺体遺棄現場とみられる場所を確認したが、その時点では遺体・殺害を裏付ける物証は発見できなかった。
2000年4月6日、捜査本部はN・K両被疑者が女性2人の行方を知っているものとみて、強盗致傷容疑で両被疑者を指名手配した。捜査本部は「事件発生以来2人の消息が途絶え、目撃情報も一切ないこと」から最悪の事態も想定して緊迫した捜査を続け、「現場の状況などから他にも共犯者がいる可能性が高い」として4被疑者を追及したところ、N・K両被疑者の存在が浮上した。捜査本部は捜査員80人態勢で被害者2人やN・K両被疑者の行方を捜索するとともに、犯行グループの車が発見された中津川市周辺の岐阜県東濃地域も含めて広範囲で捜査を行った。
さらに2000年4月7日、W・X両被疑者の供述した現場付近から遺体の一部とみられるものが発見された。
- 女性2人を拉致した後、すぐに藤岡町の山中に向かい、2人をガムテープで縛りつけ、ビニール袋を頭からかぶせて抵抗できないようにした[新聞 3]。
- 女性2人をそれぞれあらかじめ車に用意していた空きドラム缶2缶に入れ、N・K両被疑者の命令で、生きたままガソリンをかけて火を点けて数時間かけて焼き殺した[新聞 3]。
- その後遺体をチェーンソーで切断し、すぐ横の崖から数十メートル下の沢に蹴り落として遺棄した[新聞 3]。
- （動機について）殺害現場に居合わせていたN・K両被疑者からは「2人を殺さなければお前らを殺す」などと命令されたため、4人で女性2人を殺害した[新聞 3]。
- Wは「ドラム缶は上部の蓋を切り、側面の下部に空気穴を開けるなどの工作をした」と供述したことから、特捜本部は「計画性の高い犯行」として追及した[新聞 3][新聞 38]。

2000年4月8日午前、捜査本部は藤岡町・瀬戸市境の山中で本格的な捜索を開始し、焼けて炭化した（後にB・C両被害者の遺体と判明する）遺体の一部（被害者女性2人の顎・脚とみられた骨）と、遺体を焼いた痕跡のあるドラム缶2缶を発見したため、強盗殺人・死体損壊などの事実が発覚した。現場山中捜索では骨以外にも、2人の所有物とみられるネックレスが発見されたほか、女性用とみられる腕時計2個が林道脇の空き地と道路を挟んだ向かい側の山側に転がっていた。また、空き地から数十メートル下の崖にドラム缶2缶とチェーンソーが転がっているのを発見した。
愛知県警はこれを受け「女性2人が殺害された容疑が強まった」として、捜査本部を特別捜査本部に切り替えて捜査体制を強化し、引き続き遺体の発見に全力を挙げつつ、遺体の身元の確認を急いだ。その一方で動機として挙げられた「被害者Aとの間で債権回収を巡るトラブルになった」という供述について、「それが女性2人の殺害につながるほど強い動機とはいえない」という疑念が払拭できなかったため、特捜本部は背後関係を解明するため被疑者4人を厳しく取り調べた。
同日にはそれまでに逮捕された共犯者らの供述から、指名手配中の2被疑者（N・K）のうち1人（後にNと判明）がBをドラム缶に入れて焼き殺す直前、Bに対し「お前のお父ちゃん（A）が悪いんや」と言っていたことも新たに判明した。一方、被疑者Wも督促状を会社事務所に貼り付けられるなど、多額の借金をしていたことが判明した。
また、被疑者Wが取り調べに対し「遺体をチェーンソーで切断した」と供述したことから、特捜本部はチェーンソーの鑑定を行いつつ、翌9日も朝から捜索・現場検証を行うこととした。特捜本部は「この言葉が主犯格とAの間の手形回収絡みのトラブルが動機であることを裏付ける事実」と推測してさらに詳しく調べた。一方、事件後に主犯格2人が埼玉県内の銀行で現金百数十万円を引き出したことを把握したため、埼玉県に捜査員を派遣して行方を追った。
2000年4月10日、それまでに逮捕されていた共犯の被疑者4人のうちの1人が特捜本部の取り調べに対し「ドラム缶はA・B夫婦を殺すためにあらかじめ2つ用意していた。A夫婦が乗った車を襲ったが、Aが逃げて車内にB・Cが残ったため、この2人を焼き殺した」などと供述したことが判明した。このことから特捜本部は「本来の殺害目的はA・B夫婦だったが、偶然居合わせたCが巻き添えに拉致されてBとともに殺害された」と断定し、4人を追及した。また、特捜本部は同日までの捜索・現場検証で、2女性の遺体とみられる多数の骨肉片・歯2本、イヤリング・化粧用具・鍵などを新たに発見した。このうち多数の骨肉片などは、林道脇の空き地から数十メートル下の崖までの斜面や、ドラム缶・チェーンソーの落ちていた付近一帯に散乱していたことから、特捜本部はWらの「空き地で2人をドラム缶に押し込み、ガソリンを入れて生きたまま焼き殺し、空き地から崖に向けて切断した遺体・ドラム缶を捨てた」という供述を裏付ける物的証拠とみて、さらに分析を進めた。
逃亡を続けていたN・K両名はWを身代わり出頭させた後、Nの実父の知人を頼って東京都から埼玉県・栃木県・群馬県と関東地方一帯を逃げ回り続けたが、その途中で自分たちも指名手配された事実を知るなどしたため「これ以上はもう逃げきれない」と考え、「警察署に出頭した上で『自分たちは強盗殺人などの犯行に関係ない』と言い張ろう」と嘘の供述をして口裏合わせをすることを決めた。そしてN・K両名は2000年4月10日、2人合わせて約10万円の所持金を持ってそれぞれ愛知県警千種署に出頭した。
2000年4月10日午後6時頃、それまで指名手配されていたN・K両被疑者が千種署に出頭してきたことから、特捜本部は同日付で両被疑者を手配容疑の強盗致傷容疑で逮捕した。
- 取り調べに対し、被疑者Nは強盗致傷容疑を認めた一方、被疑者Kは「千種区内の現場にはいたが、他の5人と共謀はしておらず、自分は何もしていない」と供述して容疑を否認した[新聞 5][新聞 41][新聞 41]。
  - 特捜本部は「N・K両被疑者が焼殺事件を主導した」と推測して犯行動機・経緯などの解明を急いだ[新聞 41][新聞 42]。
- 殺害・遺体遺棄実行犯のW・X両被疑者は、取り調べに対し「ライターで火を点けるときに手が震えた。被害者がギャーと叫んだ」「毎晩、被害者を殺害した際の情景が夢に出てきて眠れない」などと供述した[新聞 5]。
- またそれまでの捜査において、殺害に使用されたとされるドラム缶などの発見場所は「愛知県西加茂郡藤岡町西市野々」と発表されていたが、同日には「愛知県瀬戸市北白坂町」に訂正された[新聞 44]。

2000年4月14日までの取り調べで、N・K両被疑者はWら4人に指示して犯行前日にすり鉢を購入させていたことが判明した。すり鉢は結局使用されることはなかったが、特捜本部は「計画段階では焼殺した遺体をチェーンソーで切断後、すり鉢ですり潰して完全な証拠隠滅を狙っていた」とみてNら6被疑者を追及した。
- なお、被疑者Nはこの日までの取り調べに対し「一連の襲撃・殺害計画を立案し、Kとともに2人で、W・Xの2人に殺害実行役を指示した」と述べ、B・C両被疑者の殺害を認める供述をした[新聞 27]。
  - この供述は先に逮捕された被疑者4人のうち1人が供述した「N・K両被疑者が瀬戸市内の現場まで誘導し、拉致したB・Cを殺害するよう命令した。2人は手を下さなかった」という内容とほぼ合致することから、特捜本部はこの2人を主犯格とみて、裏付けのために引き続き追及した[新聞 27]。
- 一方、被疑者Kは「被害者Aの襲撃、B・C両被害者の殺害のいずれにも関与していない」として、全面的に容疑を否認した[新聞 27]。

また特捜本部による同日までの殺害現場周辺の捜索により、新たに金槌が発見された。金槌は焼殺遺体をチェーンソーで切断後、骨などを細かく粉砕するのに用いられており、特捜本部は「砕いた骨をすり潰すために用意されたすり鉢などとともに、完全な証拠隠滅目的で用意された道具」とみて6被疑者を追及した。W・X・Y・Zの4被疑者らはN・K両被疑者に服従していた理由について、取り調べに対し「Nはバックに暴力団関係者がいたため、逆らったら何をされるか怖かった」と供述した。
名古屋地方検察庁は2000年4月24日、「被害者Aを襲撃して車を奪った」としてW・X・Y・Zの被疑者4人を強盗致傷容疑で名古屋地方裁判所に起訴した。
千種署特捜本部は2000年4月26日、それまでの鑑識・DNA鑑定の結果、「瀬戸市の現場にあった女性用の腕時計・イヤリング・車の鍵などの遺留品はB・C両被害者の遺留品であり、炭化した遺体のDNA型も両被害者と一致する」と断定した。これを受けて特捜本部は同日、N・Kを含めた既に強盗致傷容疑で逮捕されていた被疑者6人全員を近く殺人容疑で再逮捕する方針を固めた。このうち、Y・Z両被疑者は殺害現場にはいなかったが、犯行前日の3日に、N・K・W・Xの4被疑者とともに殺害の事前謀議に加わっていたことから、特捜本部は「被疑者6人全員を殺人の共謀共同正犯として立件することが可能である」と判断した。また、被疑者Kを除く5人は瀬戸市の現場での殺害についてもほぼ認め、唯一「自分は現場にいたが何もしていない」と容疑を否認していた被疑者Kもその後、容疑を認める姿勢に転じた。特捜本部は「被害者Bの財布などがなくなっていることから、逮捕容疑については強盗殺人容疑での逮捕も視野に入れつつ、近く名古屋地検と協議する」という方針を決めた。
名古屋地検は2000年5月1日、「被害者Aを襲撃して車を奪った」として主犯格のN・K両被疑者を強盗致傷容疑で名古屋地裁に起訴した。
千種署特捜本部は2000年5月2日、「被害者B・Cを車で拉致し、現金約2万円入りのかばんを奪った後、2人をドラム缶に入れてガソリンをかけて焼き殺し遺体を切断した」として、被疑者6人全員を強盗殺人・死体損壊などの容疑で再逮捕した。被疑者らは6人とも容疑を認めた上で、犯行動機について「被害者Aから手形の支払いを何度も断られ、対応の悪さに面子を潰されて頭に来ていた。借金の肩に自動車を奪って殺そうと思った」などと供述した。
2000年5月8日までの取り調べの結果、W・X・Y・Zの被疑者4人は「主犯格のN・K両被疑者から指示を受け、事件2か月前の2000年2月20日夜にも被害者Aを襲撃しようとA宅付近で待ち伏せていたが、待ち伏せ中に車内で寝込んでしまったため失敗に終わっていた」ことが新たに判明した。Wら被疑者4人は、この時点では待ち伏せること以外に具体的な指示は受けていなかったが、後に焼殺に使ったガソリン・金槌を用意していたことから「既に殺人を実行しようとしていた」可能性が推測された。
名古屋地検は2000年5月22日、強盗致傷容疑で起訴済みのN・K両被疑者ら計6人を再逮捕容疑の強盗殺人・死体損壊などの罪で名古屋地裁に追起訴した。6人は本件とは別に、パソコンを仕入れて転売し、代金をだまし取った詐欺容疑（被害総額数千万円）も浮上していたため、愛知県警が継続捜査することとなった。

## 刑事裁判

### 第一審・名古屋地裁
2000年7月18日、6被告人の初公判
N・Kら被告人6人の刑事裁判初公判は2000年7月18日、名古屋地裁で開かれた。
この事件は主犯格のN・K両被告人が名古屋地裁刑事第3部（片山俊雄裁判長）で、共犯者4人が名古屋地裁刑事第5部（三宅俊一郎裁判長）で、それぞれ分離公判として審理されることとなった。
それぞれの公判において冒頭陳述で検察側は、「N・K両被告人が共犯被告人4人に対し、自分たちが経営する会社が受取人となる生命保険に加入させた上、命令に従わない場合は殺害することをほのめかし、計画に引き込んでいた」と事実を明らかにするとともに「犯行動機は被害者Aに手形の支払いを断られたことである」と主張して、極めて残忍な手口を詳述し「本件は計画的犯行である」と断罪した。
これに加え、「本来の殺害対象はA・B夫妻だったが、『犯行を目撃されたために口止め目的で』被害者Cをも巻き込み、『生きたまま焼き殺せば血液が飛散しない』という理由で焼殺という手段に至った」と主張した。
また、犯行グループが設立した取り込み詐欺会社は2000年2月、パソコンの取り込み詐欺で約2,200万円の利益を上げていたことも明らかにされた。
N・K両被告人の審理（名古屋地裁刑事第3部、片山俊雄裁判長）
罪状認否でN・K両被告人は「間違いありません」と起訴事実を全面的に認めた。
W・X・Y・Zの4被告人の審理（名古屋地裁刑事第5部、三宅俊一郎裁判長）
罪状認否でW・X・Y・Zの4被告人はそれぞれ起訴事実を認めた上で、「犯行は主犯格2人に命じられた」と述べた。
殺害・死体損壊実行犯の被告人Wは罪状認否にて「犯行はN・K両被告人の指示によるものだ」と述べた。
W・X両被告人の弁護人は「主犯格のN・K両被告人から高額の生命保険をかけられ、2人の命令を拒否できない立場にあった」と主張し、それぞれ刑事責任の軽減を求めた。
また殺害現場にいなかったY・Z両被告人は「殺害の謀議があったことは認めるが、実際にどういうことがあったのかはわからない」と述べた。
2000年9月7日、N・K両被告人の第2回公判、名古屋地裁（片山俊雄裁判長）
N・K両被告人の第2回公判は2000年9月7日、名古屋地裁（片山俊雄裁判長）で開かれた。
同日、検察側の物的証拠として焼殺に使われたドラム缶2つ・遺体切断に使われたチェーンソーなどが法廷に提出され、証拠採用された。ドラム缶の煤は洗い流され、上部は缶切りで開けたように一部分を除いて切断されており、下部には空気穴が開けられていた。
また、被害者Aら被害者遺族の「人間にできることではない。犯人にも同じことをしないと気が済まない。極刑を願っている」「B・Cが炎でもがきながら死んだ姿を想像してしまう。犯人に生きる権利はない」など、怒りの声がつづられた供述調書3通も検察側から法廷に提出され、証拠採用された。
2001年10月18日、W・X・Y・Zの共犯者4被告人について論告求刑公判。W・X両被告人に死刑、Y・Z両被告人に懲役15年をそれぞれ求刑
2001年（平成13年）10月2日午後、W・X・Y・Zの共犯者4被告人について論告求刑公判が予定されていた。この時点までに検察側は以下のように求刑する方針を固めていた。
殺害・死体損壊の実行犯である被告人W…死刑
殺害行為には関与しなかったが殺害現場に居合わせ、死体損壊の実行犯となった被告人X…死刑
被害者Aから奪った車を運転し、殺害現場に向かう途中で逮捕されたY・Z両被告人…「関与の程度はW・X両被告人に比べて低い」と判断し、長期の懲役刑
しかしこの日の公判では、検察側が新たに捜査段階の警察官調書などを証拠提出した一方、弁護人側が認否を留保したため、予定されていた論告求刑は次回公判（2001年10月18日）に持ち越された。
その後、名古屋地裁（三宅俊一郎裁判長）で2001年10月18日、改めて共犯4被告人についての論告求刑公判が開かれ、検察側は4被告人について「N・Kに恐怖感は抱いておらず、指示があれば躊躇なく承諾した」と主張し、以下の通り求刑した。
殺害・死体損壊の実行犯だったW・X両被告人…それぞれ死刑を求刑
論告で検察側は両被告人について「弁護人側主張とは異なりN・K両被告人に恐怖感は抱いておらず、指示に賛同して一連の犯行で重要な役割を果たした」と指摘した。
殺害現場に向かう途中で逮捕されたY・Z両被告人…それぞれ懲役15年を求刑
Y・Z両被告人については「凶器を準備するなど、積極的に犯行に関与した」と指摘し、強盗殺人罪の共謀共同正犯の成立を主張した。
論告で検察側は「被告人6人は240万円の手形債権の取り立てに絡み、何の落ち度もない女性2人を焼き殺した。殺害方法は類を見ないほど冷酷・無慈悲で残虐非道の極み」と犯行を断罪した上で、「完全犯罪を狙い、阿鼻叫喚の地獄さながら生きたまま2人を焼き殺し、死体を徹底的に粉砕し投げ捨てるという、犯罪史上稀に見る凶悪さだ。被告人らには人間の生命を尊ぶ気持ちが全くなく、鬼畜の如き所業だ」と主張した。
2001年11月5日、W・X・Y・Zの4被告人の公判結審、弁護人側最終弁論
2001年11月5日、W・X・Y・Zの4被告人について最終弁論公判が開かれ結審した。
4被告人それぞれの弁護人はそれぞれ以下のように情状酌量を求めた。
死刑を求刑されたW・X両被告人の弁護人は「主犯格のN・K両被告人から脅され、指示に従わざるを得なかった」としてともに死刑回避を求めた。
懲役15年を求刑されたY・Z両被告人の弁護人も、「強盗殺人罪の共謀共同正犯は成立しない」と主張し、情状酌量を求めた。
2001年11月21日、主犯格のN・K両被告人に論告求刑公判で死刑求刑
2001年11月21日、主犯格のN・K両被告人に関して論告求刑公判が開かれ、検察側は両被告人に死刑を求刑した。
検察側は論告で「N・K両被告人は取り込み詐欺に失敗したため手形回収の仕事を請け負ったが、被害者Aが240万円の手形取り立てを拒否したために無理矢理回収しようとした。私利私欲に基づく犯行で、2人を殺害する必要はなかった」として「動機に酌量の余地はない」と訴えた。
その上で「阿鼻叫喚のうちに無関係な女性2人を生きたまま焼き殺した、犯罪史上類のない残酷な犯行だ。チェーンソーで遺体を切断し骨片を山中に捨てるなど、死者に対する畏敬の念は微塵もない。被害者遺族の処罰感情は峻烈だ」と犯行を糾弾した。
そして「事件発覚後、家族の身の安全と引き換えに共犯者らに責任を負わせて警察に出頭させたことなどから、悪質で矯正可能性はなく、極刑をもって臨むしかない」などと結論付けた。
また、両被告人・および各弁護人が互いに「相手の指示に逆らえなかった」と主張したことに対しては「上下関係はなく対等な立場でそれぞれ一連の犯行を主導した」と反論した。
2001年12月20日、N・K両被告人の公判結審、弁護人側最終弁論
2001年12月20日、弁護人の最終弁論が開かれ、N・K両被告人の公判が結審した。両被告人の弁護人はそれぞれ「両被告人は矯正の可能性が強く、生きて償わせるべきだ」と述べ、死刑回避を求めた。
被告人Kの弁護人は最終弁論で「事件の発端は被告人Nと関係が深い暴力団組織の債権取り立てが原因であり、被告人Kの刑事責任は被告人Nほど重くない」と指摘した。
被告人Nの弁護人は「被告人Nは2人を焼き殺した残酷な状況が今も忘れられずに苦しんでいる。Nにとっては極刑より生きて償わせることの方が過酷な刑だ」と述べた。
両被告人は最終意見陳述で、それぞれ「死刑でも受け入れる」と意見陳述した。
被告人Kは「死刑でも仕方ないが、家族のことを考えると少しでも長生きしたい」と述べた。被告人Nは公判当初、「被告人Kに逆らえなかった」と主張していたが、その後は被告人質問などで「自分が死刑になる姿を見せ、少しでも被害者遺族の心が安らかになればいい」「自分が一番悪い。命で償うしかない」などと話すようになり、自ら死刑判決を希望する旨を語っていた。
被告人Nは「命で償うしかない。どんな判決でも控訴しない。極刑でも受け入れる」と述べた。被告人Kは弁護人によれば、被害者の冥福を祈って毎日写経をする一方、キリスト教関係者とも交流を持つようになり、判決前には洗礼を受けることを決めていた。また、被告人Kは公判で「死刑を受け入れる」と話しつつも、自分の2人の子供の将来を心配し、「少しでも長く生きていたい」と発言していた。
2002年2月19日、W・X・Y・Zの4被告人への判決公判、無期懲役・懲役12年とする判決
翌2002年（平成14年）2月19日、名古屋地裁（三宅俊一郎裁判長）でW・X・Y・Zの4被告人に対する判決公判が開かれた。
名古屋地裁は殺害・死体損壊実行役のW・X両被告人に無期懲役判決（求刑・死刑）、殺害現場に向かう途中で逮捕されたY・Z両被告人に懲役12年判決（求刑・懲役15年）をそれぞれ言い渡した。
名古屋地裁は判決理由で「一連の犯行は短絡的・無謀であり、態様は残虐非道で、4被告人もそれぞれ重要な役割を果たした」と厳しく犯行を指弾し、特に殺害・死体損壊行為の実行犯であるW・X両被告人に対しては「死刑の選択も考えられる」と非難した。
その上で「犯行は主犯格のN・K両被告人が、躊躇うWら4人を脅して加担・実行させた」と認定し、「4被告人は目先の保身を優先させたとの非難は免れられないが、こうした事情は量刑上考慮されるべきだ」と指摘した。
量刑理由については以下の通り。
殺害・死体損壊の実行役として関与したW・X両被告人に対しては「ドラム缶に引火させるなど重要な実行行為を担当し、死刑選択も考えられるが、主犯2人の強い指示命令の下に行われた犯行であり、極刑がやむを得ないとは認められない」と結論付け、死刑を回避して無期懲役刑を選択することが相当とした。
Y・Z両被告人はいずれも無期懲役刑を選択の上で酌量減軽し、懲役12年とするのが相当とした。
2002年3月5日まで、名古屋地検・被告人側がいずれも名古屋高裁に控訴
この判決については検察側・被告人側の双方が量刑不当を訴え、被告人側はさらに「共犯関係の存在」「自首の成立」について事実誤認を主張した。
無期懲役判決を受けた被告人Wは2002年2月28日（被告人Kと同日）、判決を不服として名古屋高等裁判所に控訴した。
懲役12年の判決を受けた被告人Zの弁護人は2002年3月1日、判決を不服として名古屋高裁に控訴した。
無期懲役判決を受けた被告人X・懲役12年の判決を受けた被告人Yはそれぞれ、2002年3月5日付で判決を不服として名古屋高裁に控訴した 。
一方で検察側（名古屋地検）は2002年3月4日、判決に対する量刑不当を訴えて4被告人全員について名古屋高裁に控訴した 。
2002年2月21日、主犯格のN・K両被告人に死刑判決
2002年2月21日、名古屋地裁（片山俊雄裁判長）で主犯格のN・K両被告人についての判決公判が開かれた。
名古屋地裁はN・K両被告人にいずれも求刑通り死刑判決を言い渡した。
名古屋地裁は判決理由で、事実認定について「一連の事件は被告人Nが犯行計画を立てた上で共犯者に具体的な指示を出して犯行を遂行しており、責任は犯行集団の中で最も重い」として、被告人Nを事件の主犯と認定した。
また、被告人Kについても「Nと並んで最も強い立場にあり、Wら共犯被告人4人を強引に犯行に引き込んだ。果たした役割はNに準ずるほど重大だ」と認定し、「Nが怖くて従った」とする被告人Kの弁護人主張を退けた。
その上で量刑理由について、「犯行の発覚を防ぐためという理由で被害者2人の命を奪い、動機も極めて自己中心的だ。社会に与えた影響も大きい」と厳しく犯行を非難し、「2人の存在がなかったら犯行は遂行されなかった。その責任はWら共犯者4人とは格段の違いがある」と断じ、「極刑はやむを得ない」と結論付けた。
2002年2月28日、被告人K側が名古屋高裁に控訴
被告人Kの弁護人・三浦和人弁護士は判決後、「自分たちのメンツを保つためという動機だけではこのような犯行はしない。動機の事実認定はしっかりされておらず、不満が残る」と述べ、「被告人本人と接見して控訴するかどうか判断する」と意向を示した。
その後、被告人K・弁護人は2002年2月28日（被告人Wと同日）、名古屋高裁に控訴した。
2002年3月7日、被告人N側が名古屋高裁に控訴
被告人Nは判決前日、弁護人・浅井正と面会した際に「死刑執行が早まるようにしてほしい」と話した上で「極刑でも絶対に控訴しないでほしい」と希望していた。弁護人の浅井正・近藤之彦両弁護士は判決後、「死刑を選択した量刑は不満だが事実認定は大筋で受け入れざるを得ない。控訴するかは被告人本人の意思を尊重する」と述べ、その上で被告人Nに控訴するよう説得した 。しかし本人の同意が得られなかったため、「生きて罪を償わせることが刑罰の正しいあり方だ」などとして、控訴期限となる2002年3月7日に弁護人の権限を行使して単独で名古屋高裁に控訴した 。この時点で他5被告人は全員控訴していたため、この控訴により起訴された6被告人全員が控訴したこととなった 。

### 控訴審・名古屋高裁
2002年9月11日、名古屋高裁でN・K両被告人の控訴審初公判
主犯格のN・K両被告人の控訴審初公判は2002年9月11日、名古屋高等裁判所で開かれた。
控訴趣意書朗読で、両被告人の弁護人はいずれも事実誤認・量刑不当を主張した上で、死刑判決を破棄して量刑を無期懲役に減軽するよう訴えた。
被告人Nの弁護人は「欧米など世界各国では死刑廃止運動が進んでいる。被告人Nには矯正の可能性があり、死刑は回避されるべきだ。一部被害弁償もしており、被害者遺族のAも今は極刑を望んでいない」と述べた。
被告人Kの弁護人は「被告人Kが主犯格とされているのは事実誤認で、主導権を握っていた被告人Nらの指示に従っただけだ。被告人Kは被告人Wら他の共犯者4人と同じく、単なる実行部隊の一員に過ぎない」と主張した。
一方、検察側は死刑判決をいずれも支持して両被告人側の控訴を棄却するよう訴えた。
第一審判決前から「控訴したくない」と述べていた被告人Nは、この日の控訴審には出廷せず、弁護人に対し「控訴を取り下げてほしい。今後も出廷しない」と語り、説得にも応じていなかった。
2002年10月29日、名古屋高裁でWら共犯者4被告人の控訴審初公判
2002年10月29日、Wら共犯者4被告人の控訴審初公判が開かれた。
検察側は第一審判決について量刑不当を主張し、4被告人全員について原審を破棄した上で、改めて求刑通りW・X両被告人に死刑、Y・両被告人にも懲役15年の判決を言い渡すよう求めた。
一方で被告人側は、いずれも「第一審判決は共謀の認定などの点について事実誤認がある」と主張した上で、「主犯格のN・K両被告人から『犯行に加わらなければ殺す』などと脅されていた」などとして量刑不当を主張した。
同日、検察側証人として出廷した被害者Bの娘は「（主犯N・K両被告人を含めた）6人全員を死刑にしてほしい気持ちは変わらない」と述べた。
2003年3月12日、名古屋高裁（川原誠裁判長）はN・K両被告人の控訴棄却判決（二審も死刑判決）
2003年（平成15年）3月12日、名古屋高裁でN・K両被告人についての判決公判が開かれた。
名古屋高裁（川原誠裁判長）は第一審の死刑判決をいずれも支持し、N・K両被告人の控訴を棄却する判決を言い渡した。
名古屋高裁は判決理由で「ドラム缶の蓋が開かないように細工した上で火をつけるなど、殺害方法の残虐さには戦慄を禁じえない。犯行を認め反省していることを考慮しても、第一審の死刑判決はやむを得ない」と事実認定した。
判決言い渡し後、被告人Kが「聞きたいことがあります」と川原裁判長に切り出して意見陳述した。
被告人Kは「1999年、岐阜県岐阜市内で資産回収のトラブルから債務者に発砲された事件」について言及し、「この事件をもみ消した岐阜県警察はどうなるのか。この事件がなければ僕たちは殺人事件を起こさなかった。やったことは極刑に値するとは思うが、隠された部分を知りたい」などと述べた。
閉廷後、被告人Kの弁護人はこの突然の発言について「真相はわからないが、被告人Kは岐阜県警と暴力団が裏取引したと考えている。『警察がこの時に被告人Kらからしっかり事情聴取していれば、後に被害者Aに対する無理な取り立てをすることもなかった』という意味だ」と話した。その上で判決について「犯行動機について事実誤認がある」として最高裁判所に上告する方針を示した。
裁判長を務めた川原は定年退官後、及び両死刑囚の死刑執行後の2009年3月、『読売新聞』の取材に応じ、「『事実審は高裁が最終審』という責任を持たなくてはならない、と肝に銘じてきた。被告人Kは『Wら他4被告人と同じく従属的立場だった』と主張していたが、グループ内の指示系統を疑問が残らなくなるまで調べた結果、死刑判決を支持する結論に至った」と述べた。
2003年3月19日まで、両被告人の弁護人が最高裁に上告
被告人Nは「極刑を受け入れる」と表明しており、この日の判決を含め控訴審には一度も出廷しなかった。判決前の2003年3月9日、被告人Nは弁護人と面会した際にも「極刑を覚悟している」と話していたが、弁護人は最高裁に上告する方針を示した。
その後、被告人Kの弁護人は2003年3月18日付、被告人Nの弁護人は翌2003年3月19日付で、いずれも最高裁に上告した。
2003年6月19日、名古屋高裁（小出錞一裁判長）は共犯4被告人の控訴棄却判決（二審もW・X両被告人は無期懲役、Y・Z両被告人は懲役12年）
2003年6月19日、名古屋高裁（小出錞一裁判長）でWら共犯4被告人の控訴審判決公判が開かれた。
名古屋高裁は第一審の判決（W・X両被告人は無期懲役、Y・Z両被告人は懲役12年）をいずれも支持し、検察・弁護人側双方の控訴をいずれも棄却する判決を言い渡した。
名古屋高裁は判決理由で、犯行態様を「まさに地獄絵図の如き犯行で戦慄を禁じ得ない」と表現した一方で、「極めて残虐非道な悪行だが、4人は主犯2人に従属的な立場で犯行に加担した。弁護人の主張通り、4被告人はN・K両被告人から意に従わないと保険金目的での殺害をほのめかされるなどして脅され、指示命令を拒否し難い面はあったが、物理的に拘束されるなど、グループから離脱できない状況ではなかった」と指摘した。
その上で検察側のW・X両被告人に対する死刑主張について「死刑求刑にも相当な理由はあるが、主犯2人と刑事責任は同一ではない」と述べた。
加えて、Y・Z両被告人については「強盗殺人などの犯行に加わらなかったものの、犯行全体についての共謀関係からの離脱は認められない」と結論付けた。
また、指名手配後に自分の居場所を警察に電話した行為を「自首に当たる」と主張した被告人Wについても、「原判決に誤りはない」として主張を退けた。
W・X・Yの3被告人が最高裁に上告
W・X・Yの3被告人は一・二審判決を不服として、それぞれ最高裁に上告した。
一方で検察側・被告人Zはともに上告期限の2003年7月3日までに上告せず、被告人Zは懲役12年の一・二審判決が確定した。

### 上告審・最高裁
2004年2月3日、最高裁第三小法廷（藤田宙靖裁判長）がW・X・Yの3被告人の上告棄却決定。W・X両被告人は無期懲役、被告人Yは懲役12年がそれぞれ確定
最高裁判所第三小法廷（藤田宙靖裁判長）は2004年（平成16年）2月3日付で、一・二審判決を不服として上告していたW・X・Yの3被告人について、いずれも一・二審判決を支持して上告を棄却する決定をした。
この決定によりW・X両被告人を無期懲役、被告人Yを懲役12年とした判決が確定した。
2006年3月31日、最高裁第二小法廷でN・K両被告人の上告審口頭弁論公判
2006年（平成18年）3月31日、最高裁第二小法廷（今井功裁判長）でN・K両被告人の上告審口頭弁論公判が開かれ、結審した。
弁護人側は「殺害に計画性はなく、死刑は重すぎて量刑不当だ」と主張し、一・二審の死刑判決を破棄して量刑を無期懲役刑に減軽するよう訴えた。
一方で検察側は「周到な準備に基づく残虐な犯行であり、死刑は妥当だ」と主張し、一・二審の死刑判決を支持して両被告人及び弁護人側の上告を棄却するよう求めた。
最高裁第二小法廷（今井功裁判長）は2006年5月19日までに、上告審判決公判開廷期日を2006年6月9日に指定し、関係者に通知した。
2006年6月9日、最高裁第二小法廷でN・K両被告人の上告棄却判決、死刑判決が確定（2006年7月6日付）
2006年6月9日、最高裁第二小法廷（今井功裁判長）は上告審判決公判で、一・二審の死刑判決を支持しN・K両被告人の上告を棄却する判決を言い渡した。
この判決によりN・K両被告人に対し一・二審の死刑判決が確定することとなり、2006年7月6日付で判決訂正申立書棄却決定により正式に死刑判決が確定した。
最高裁第二小法廷は判決理由にて「被害者Aから手形の取り立てができなかったため、『面子が潰れた』として被害者Aに報復するのが動機だった。その発覚を防ぐため、恨みのない被害者2人を殺害した動機に酌量の余地はない。被害者をドラム缶に押し込んで焼き殺す殺害の様態は冷酷、非情かつ残虐というほかなく、悪質極まりない」と事実認定した。

## 国家賠償請求訴訟
被告人N（死刑確定後にイニシャル「S」に改姓）は上告中の2004年9月28日、支援者からの差し入れとして「死刑執行方法などが記されたパンフレット」を郵送されたが、この時に収監先・名古屋拘置所は「死刑執行方法などの描写をそのまま閲覧させると心情不安定になり、自殺・自傷行為に及ぶなど拘置所内の規律維持に支障が出る可能性が高い」として、パンフレットの一部を抹消した上で被告人Nに渡した。また、N・K両被告人とは別の事件で死刑判決を受け上告中だった被告人1人（2004年11月に死刑確定）に対しても同年8月に同種のパンフレットが差し入れられたが、名古屋拘置所はその際も同様の対応を取っていた。
Nら死刑囚2人はこれらの名古屋拘置所側の対応を「日本国憲法で保障された『知る権利』などを侵害する違法な処分である」と主張し、日本国を相手にそれぞれ10万円の損害賠償を求めた国家賠償請求訴訟を名古屋地裁に提訴した。これに対し国側は、「死刑囚に死刑執行方法が記された文書をそのまま読ませると、精神的に不安定となり自殺・自傷行為に及ぶなど『拘置所の規律が放置できない程度の障害』が生ずる危険性があった」と主張した。
2006年12月6日、名古屋地裁（田辺年則裁判長）は原告両死刑囚の訴えのうち一部を認め、被告・日本国に対し死刑囚2人へそれぞれ損害賠償1万円を支払うよう命じる判決を言い渡した。
名古屋地裁は判決理由にて「拘置所側が抹消した部分は『死刑執行の方法・手順など』が客観的に記載されているだけで、死刑囚に大きな精神的動揺を与える可能性が高いとはいえない」と事実認定した上で、「原告らが抹消部分を閲覧しても『拘置所の規律が放置できない程度の障害』が生ずるとは考え難く、抹消処分は合理的とは言えない。拘置所長は裁量権を明らかに逸脱した」と指摘した。
また被告人Nはこれとは別に、上告中の2005年6月24日にも「死刑執行方法が記された文書」を差し入れとして受け取ったが、その時にも名古屋拘置所は「死刑執行方法などの描写をそのまま閲覧させると心情不安定になり、拘置所内の規律維持に支障が出る可能性が高い」として、文書の一部を抹消した上で被告人Nに渡した。
この対応を「『閲読の自由』を侵害した違法な行為」と主張した死刑囚N（後述の判決までに「S」姓に改姓）は前述の件と同じく日本国を相手に10万円の損害賠償を求めた国家賠償請求訴訟を名古屋地裁に提訴した。2007年（平成19年）2月16日、名古屋地裁（末吉幹和裁判官）は原告・死刑囚Nの訴えのうち一部を認め、被告・日本国に対し損害賠償3万円の支払いを命じる判決を言い渡した 。

## 死刑執行まで
2008年7月以降、参議院議員・福島瑞穂が確定死刑囚らを対象に実施したアンケートに対し、死刑囚2名は以下のように回答していた。
死刑囚N（2008年9月11日付）
- 名古屋拘置所は現時点では死刑囚に対し、かなり良い処遇をしていることから感謝している[書籍 4]。しかし「死刑執行命令書に最終的な許可を出すのは法務大臣だが、その対象者を決めるのは局長たち、即ち検察官ではないのか？なぜその検察官たちの名前を公表しないのか？」という疑問がある[書籍 4]。
- 死刑制度について突き詰めて考えれば、ほとんどの人は「廃止すべきだ」と考えると思う[書籍 4]。世論は死刑存置論が趨勢だが、それほど深く死刑問題について考えているとは思えないし、議論を拙速に終わらせているようにしか思えないので、1度は「国会で1日中死刑問題について議論してほしい」と思う[書籍 4]。
- いったんは再審請求をしたが、被害者・遺族のことを考えて思い悩んだ結果、再審請求を取り下げた[書籍 4]。現在は「死刑執行まで自分に何かできることがあれば…」と思いながら生活している[書籍 4]。
  - 2008年7月7日、死刑囚Nは弁護人にも相談することなく再審請求を自ら取り下げた[雑誌 1]。なお、これについては上告審の途中から私選弁護人を務め、死刑確定後も再審請求の代理人を務めていた弁護士・大熊裕起が「取り下げは無効だ」と主張して名古屋地裁に異議申し立てを行ったが棄却され、名古屋高裁への即時抗告棄却を経て2008年12月、最高裁への特別抗告も棄却された[書籍 5]。
- （2008年の刑事収容施設及び被収容者等の処遇に関する法律改正により）法務局長通達で「死刑囚の投稿を禁止する」という規定が出されたようで、その通達のせいで外部への情報発信がほぼ不可能になった[書籍 4]。文書を書くことしかできない死刑囚にとって、一般社会に何かを訴えたり遺したりするには本を出版する以外に方法がないので、福島さんの手で何とかしてほしい[書籍 4]。

死刑囚K
- 「自分の考えなりに死刑を受け入れており、アンケートに答えることはできない」としてこのアンケートには回答せず、後述のように2009年1月12日付で福島宛の手紙を送った[書籍 6]。

なお死刑囚Kは2008年7月24日付で名古屋地裁へ再審請求を起こし、同年11月29日までの期限通りに意見書を提出したが、同年12月18日付で棄却決定がなされた。
死刑囚Kは死刑執行直前の2009年1月12日、福島宛に以下のような手紙を送っていた。
- 裁判では警察と首謀者が取引したことにより、自分とNが主犯格、共犯者ほか4人が従犯とされたが、事件の真実は「Nが実の父親である暴力団相談役とその若衆から命令を受けて手形回収・殺人に至った」というものだ[書籍 6]。
  - しかしNの父親が警察に金銭を授受し、「Kを主犯として死刑にする一方、息子のNは死刑にしない」と取り決め、裁判にかけられたため、警察・検察からは自分にとって不都合な調書しか作られなかった[書籍 6][書籍 7]。
  - 結局、自分の弁護人の努力の結果でNも主犯として死刑となった[書籍 7]。被害者2人を生きたまま焼き殺すという最悪な犯罪を犯した以上[書籍 6]、死刑判決そのものについては納得しているが、判決の事実認定は一切納得していない[書籍 7]。
  - 再審請求の際、共犯Nが自分の弁護人宛に「事件の真実は自分の実父（暴力団幹部）・若衆から命令を受けたもので、Kは主犯ではないが、出頭前に警察・父の暴力団と取引した結果主犯扱いされた」「保険金搾取のために本件とは別に3件の殺人を犯しており、それが組の資金源になっていた点を警察に告発してほしい」と伝えており、それを再審請求の証拠とした[書籍 7]。
  - その事件の黒幕はまだ社会で生活しており、資金源のためにこれからも殺人を繰り返すだろう[書籍 8]。今なら逮捕して白日の下に晒せるのに、警察も司法も動こうとしない[書籍 8]。「自分の命はそんなに軽いのか？」と思うし[書籍 7]、死刑になるのなら真実の下に死刑になりたいので[書籍 8]、他の殺人で殺された人々のためにも真実を明らかにしてほしい[書籍 7]。
- 2007年12月（鳩山邦夫法務大臣による死刑執行）以来、死刑執行の際には法務省から実名・罪状が当日中に発表されるようになったが、自分にも子供がいるし[書籍 7]、残された子供たちの将来にとって重荷になりかねないので発表はやめてほしい[書籍 7][書籍 8]。
  - 自分自身は死刑を受け入れており、「早く死刑になることが、事件で重荷を背負わせてしまった自分の子ども達への唯一の償いだ。いっそ子供たちが物心つかないうちに死刑になりたい」と考えていたが、現実にも「死刑囚の子ども」であることを理由とした学校でのいじめが発生している[書籍 10]。
  - 自分の長男は（当時）中学生、次男も小学3年生と幼いので、彼らが大人になるまでは死刑にはなりたくない[書籍 10]。
  - 昨年（2008年）暮れに実子から手紙が届き、社会における加害者家族・身内の苦しみを知った[書籍 10]。
- 自分の死刑執行をビデオで記録し、検事・裁判官・司法関係者に「死刑とはどんなものか」を実際に見て考えてほしいし、どんな理由であれ、人を殺す苦しみを分かってほしい[書籍 8]。
- 現在は弁護人とも連絡が取れなくなり、面会できるのは教会の修道女のみで、実姉からも年1回ハガキが届くだけだ[書籍 10]。弁護人から再審請求棄却に対する即時抗告がなされていなければいつ死刑が執行されるかわからない[書籍 10]。請願作業をしつつ日用品を自弁購入して生活しているが、他に収入はなく、今後は弁護人を雇うこともできないので「次の死刑執行は自分ではないか」と考えている[書籍 2]。
- （2008年の刑事収容施設及び被収容者等の処遇に関する法律改正について）
  - 自分のように金がなく、支援者もいない死刑囚については「領地品・差し入れ品の数規制」などが酷く、改悪としかいえない[書籍 2]。
  - （法改正のせいで）ただでさえ少ない接見交通権を持つ親類・弁護士に迷惑がかかる上、自分のように金も支援者もない死刑囚はより一段と孤立し、ますます死刑執行順位が早くなる[書籍 2]。
- 名古屋拘置所の所長が現在（2009年1月当時）に交代して以来、週1回の居室検査・膳板引き上げなどの検査が強化されるなど、死刑囚にとっては厳しい処遇になっている[書籍 2]。

死刑囚Nは死刑執行直前の2009年1月13日、名古屋拘置所で弁護人・大熊と面会した。大熊は死刑囚Nが自ら再審請求を取り下げたこと、事件の内容・「死刑を受け入れる」と表明していたN自身の意思などから「Nの死刑執行が近い」と危惧して面会し、「再審請求をもう1度したいなら自分が引き受ける。恩赦出願も検討したらどうだ」と話したが、Nは「被害者や遺族のことを考えれば、自分は死刑を受け入れるべきだ。仮に大熊先生が再審請求をしても自分で取り下げる。恩赦も必要ない」として再度の再審請求・恩赦出願をいずれも拒否する意向を示した。
2009年1月29日、名古屋拘置所でN・K両死刑囚の死刑執行
死刑判決確定から約2年6か月後の2009年（平成21年）1月29日、法務省（法務大臣：森英介）の死刑執行命令により、名古屋拘置所でN・K両死刑囚の死刑が執行された（死刑囚Nは39歳没、死刑囚Kは44歳没）。
同日には長野・愛知4連続強盗殺人事件の死刑囚（東京拘置所）・福岡拘置所の死刑囚1人を含めた計4人の死刑が執行された。
死刑囚Nは生前、講談社の『フライデー』編集部と文通をしており、死刑執行後に発売された同誌2009年2月27日号に400字詰め原稿用紙17枚分の「遺書」の概要・死刑執行の翌2009年1月30日に執り行われた葬儀の際に撮影された死刑囚Nの遺体の顔写真が掲載された。
「死刑廃止国際条約の批准を求めるフォーラム90」（フォーラム90）は同日、「4人の死刑執行は暴挙というほかない」として法相・森に対する抗議声明を発表した。

### 刑事裁判の判決文
N・K両元死刑囚に対する判決文
- 名古屋地方裁判所刑事第3部判決 2002年（平成14年）2月21日 、平成12年(う)第886号／平成12年(う)第1039号、『強盗傷人，監禁，強盗殺人，死体損壊・死体遺棄被告事件』。
  - 裁判官：片山俊雄（裁判長）・橋本一・高橋正幸

『判例タイムズ』第1101号292頁
判示事項
共犯者6名が女性2名をドラム缶を用いて焼殺したという強盗殺人等の事案において、各被告人の果たした役割の違いなどに応じて、それぞれ死刑、無期懲役、懲役12年の刑が言い渡された事例
『TKCローライブラリー』（LEX／DBインターネット） 文献番号：28075693
裁判要旨
共犯者6名が、被害者G（本文中A）に暴行を加えてその所有の乗用車などを強取した上、同人には逃げられたものの、同人と一緒に帰宅したその妻である被害者H（本文中B）および同女の妹である被害者I（本文中C）を自動車に監禁して山林に連行し、被害者Iから金品を強取した上、同女らを生きたままドラム缶に入れ、これに点火して焼死させて殺害し、同女らの死体を切断して付近に投棄した強盗傷人、監禁、強盗殺人、死体損壊遺棄の事案につき、本件犯行計画を企て、他の4名の共犯者を犯行に引き込み、強く指示を与えて犯行を遂行させるなど主導的立場にあり、極めて重大な役割を果たした被告人F（本文中N）及びE（本文中K）に対し死刑を言い渡した事例。
- 判決内容：N・K両被告人を死刑（求刑同。被告人側はともに控訴）。以下の物品計5点を没収
  - 角材1本（平成12年押収第408号の1）
  - チェーンソー1台（平成12年押収第408号の3）
  - 金槌1本（平成12年押収第408号の4）
  - ドラム缶2缶（名古屋地検平成12年領第1549号の18，19）

- 名古屋高等裁判所刑事第2部判決 2003年（平成15年）3月12日 、平成14年(う)第158号、『強盗傷人，監禁，強盗殺人，死体損壊・死体遺棄被告事件』。
  - 裁判官：川原誠（裁判長）・村田健二・堀内満

『TKCローライブラリー』（LEX／DBインターネット） 文献番号：28085413
裁判要旨
被告人両名が、共犯者らと共謀の上、Gの頭部を角材で殴打する暴行を加えて、その自動車等を強取し、Gの妻と妻の妹を別の自動車に押し込んで、山林に連行し、その間、両名を不当に監禁し、両名をドラム缶の中に押し込み、ガソリン混合油を振りかけた上、点火して両名を焼き殺すなどした事実につき、原判決が、いずれも各被告人に死刑を言い渡したため、量刑不当を理由に、控訴した事案で、本件犯行は、被告人Bはもとより、被告人Aの存在なくしてはあり得なかったというべきであり、また、被告人Aの果たした役割の大きさや地位等は共犯者らとは格段の差があることは明白であるとし、控訴を棄却した事例。
裁判所ウェブサイト掲載判例
- 判決内容：N・K両被告人側控訴棄却（死刑判決支持。被告人・弁護人側はともに上告）

- 最高裁判所第二小法廷判決 2006年（平成18年）6月9日 、平成15年(あ)第600号、『強盗傷人，監禁，強盗殺人，死体損壊，死体遺棄被告事件』。
  - 最高裁判所裁判官：今井功（裁判長）・滝井繁男・津野修・中川了滋・古田佑紀

『TKCローライブラリー』（LEX／DBインターネット） 文献番号：25420004
裁判要旨
被告人両名が、共犯者らと共謀の上、手形金の取り立てができず自分らのめんつがつぶされたとして、債務者に暴行を加えてその自動車等を強取するとともに、同人の妻と妻の妹を別の自動車に押し込んで不当に監禁し、両名をドラム缶の中に押し込み、ガソリン混合油を振りかけて生きたまま焼き殺した事件の上告審において、被告人両名を死刑に処した第1審判決を維持した原判断はやむを得ないものとして是認せざるを得ないとして、上告を棄却した事例。
『最高裁判所裁判集刑事編』（集刑）第289号293頁
裁判所ウェブサイト掲載判例
死刑の量刑が維持された事例（名古屋の2女性強盗殺人等事件）
- 判決内容：N・K両被告人側上告棄却（死刑判決確定）

W・X・Y・Z各受刑者に対する判決文
- 名古屋地方裁判所刑事第5部判決 2002年（平成14年）2月19日 、平成12年(う)第827号／平成12年(う)第1040号、『強盗傷人，監禁，強盗殺人，死体損壊・死体遺棄被告事件』。
  - 裁判官：三宅俊一郎（裁判長）・安藤祥一郎・戸苅左近

『判例タイムズ』第1101号279頁
判示事項
共犯者6名が女性2名をドラム缶を用いて焼殺したという強盗殺人等の事案において、各被告人の果たした役割の違いなどに応じて、それぞれ死刑、無期懲役、懲役12年の刑が言い渡された事例
『TKCローライブラリー』（LEX／DBインターネット） 文献番号：28075693
裁判要旨
被告人らが、共犯者の主導の下に、被害者が降り出した不渡り手形の手形金を回収するため、被害者夫婦らを襲ってその乗用車を強取するとともに、その自宅マンションから乗用車の名義変更に必要な物件等を持ち出して強取し、その際同夫婦らを殺害しようと企て、妻らを殺害し、死体を投棄した事案で、被告人らは、本件一連の犯行に加担するに当たって、その意思決定の自由が完全に制圧された状態にまでは至っていなかったものと認められるとし、被告人C（本文中X）及び被告人D（本文中W）に無期懲役、被告人A（本文中Y）及び被告人B（本文中Z）に懲役12年を言い渡した事例。
被害者G（本文中A）に暴行を加えてその所有の乗用車などを強取した上、同人には逃げられたものの、同人と一緒に帰宅したその妻である被害者H（本文中B）および同女の妹である被害者I（本文中C）を自動車に監禁して山林に連行し、被害者Iから金品を強取した上、同女らを生きたままドラム缶に入れ、これに点火して焼死させて殺害し、同女らの死体を切断して付近に投棄した強盗傷人、監禁、強盗殺人、死体損壊遺棄の事案につき、本件犯行計画を企て、他の4名の共犯者を犯行に引き込み、強く指示を与えて犯行を遂行させるなど主導的立場にあり、極めて重大な役割を果たした被告人F（本文中N）及びE（本文中K）に対し死刑を言い渡した事例。
- 判決内容：W・X両被告人に無期懲役、Y・Z両被告人に懲役12年（W・X両被告人は求刑・死刑、Y・Z両被告人は求刑・懲役15年。被告人側はいずれも控訴）
  - 被告人4人それぞれに対し未決勾留日数中各520日を刑期に算入
    - 各被告人がそれぞれ「参考文献中の被告人A・B・C・Dいずれに該当するか」については『中日新聞』2002年2月20日朝刊第三社会面29面「ドラム缶焼殺判決要旨」を参考にして判決文と判決要旨を照合し、各被告人を断定した。

### 関連書籍
- 年報・死刑廃止編集委員会『死刑100年と裁判員制度 年報・死刑廃止2009』インパクト出版会、2009年10月25日、160-165,172-175,304頁。ISBN 978-4755402005。
- 死刑廃止国際条約の批准を求めるフォーラム90『命の灯を消さないで 死刑囚からあなたへ 105人の死刑確定者へのアンケートに応えた魂の叫び』インパクト出版会、2009年9月10日、63-69頁。ISBN 978-4755401978。

### 雑誌記事
- 『フライデー』2009年2月27日号 p.70-71「1月29日死刑執行 女性二人を惨殺した“鬼畜”が最後に辿り着いた『後悔と反省』 愛知ドラム缶焼殺元死刑囚が『遺書』に記した“心の闇”」（講談社）